# Lettere dal mio mulino

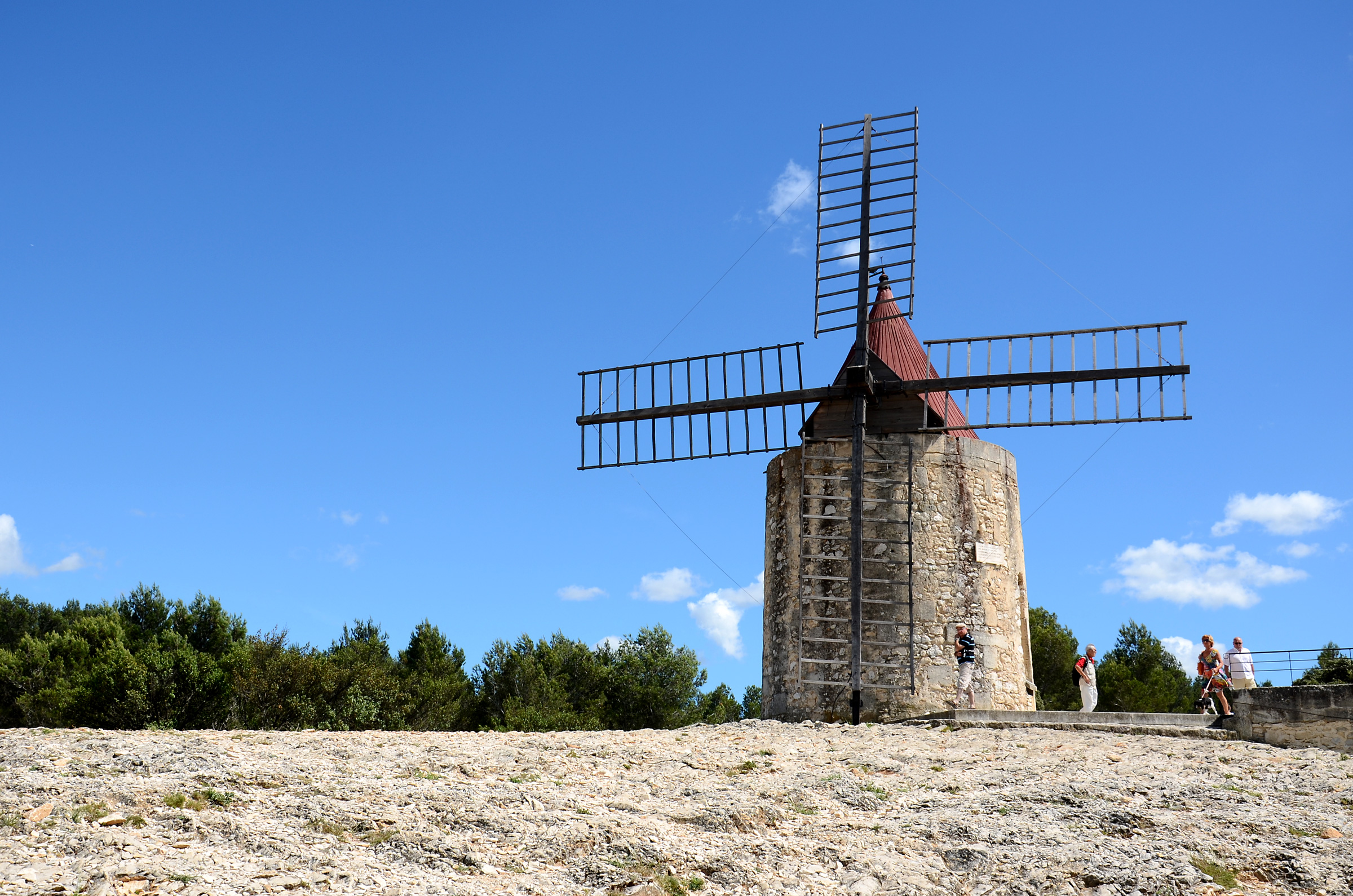
Mulino di Alphonse Daudet a Fontvieille

Lettere dal mio mulino (Lettres de mon moulin) è una raccolta di racconti, la maggior parte ambientati in Provenza, scritta da Alphonse Daudet e apparsa nel 1869.
Il libro, celeberrimo in Francia, dove è spesso considerato - ingiustamente - un'opera per ragazzi, è ispirato in parte ai racconti che Daudet raccolse in Provenza (la storia dell'Arlesiana fu raccontata a Daudet da Frédéric Mistral). Alcune delle lettere hanno avuto una fama straordinaria, sono diventate proverbiali, come La capra del signor Seguin (La chèvre de monsieur Seguin), Il segreto di mastro Cornille (Le secret de maître Cornille), Il curato di Cucugnan (Le curé de Cucugnan).
Le novelle furono dapprima pubblicate, a iniziare dal 18 agosto 1866, con il nome di Cronache provenzali  su L'Evénement, poi  su Le Figaro nel 1868-69. La prima pubblicazione in raccolta, con il titolo Lettere dal mio mulino apparve nel 1869. In totale le Lettere dal mio mulino furono ventiquattro. Delle lettere Daudet disse in Trent'anni di Parigi, attraverso la mia vita e i miei libri: "esse furono scritte al capriccio del vento, del momento, di un'esistenza terribilmente agitata".
Benché Daudet sia giunto a Parigi nel 1857 e vi abbia quasi sempre vissuto, il ricordo dell'infanzia e dell'adolescenza vissute in Provenza non lo avrebbero mai abbandonato. Tornò in Provenza nel 1861, poi nel 1863-64, quando fu ospite degli Ambroy, i suoi cugini, nel castello di Montauban, presso Fontvieille. Lì ritrovò Mistral, il grande poeta della Provenza che aveva già conosciuto a Parigi nel 1859. Il mulino dove Daudet dice di aver vissuto e dove avrebbe scritto le Lettere, è il mulino Saint-Pierre, noto anche come il mulino di Alphonse Daudet, simbolo di Fontvieille e meta di pellegrinaggi degli appassionati di Daudet, ma non fu mai abitato dallo scrittore.
Remy de Gourmont negli Epiloghi ha scritto: "era un conversatore, è quasi essere narratore; era del Mezzogiorno, il paese in cui le frasi fanno il verso delle cicale. Lui chiacchierava che era una delizia; e narrava come conversava, con un piacere evidente, sorridente, comunicativo. Era la sua vocazione".

## Novelle
1. Installazione
2. La diligenza di Beaucaire
3. Il segreto di mastro Cornille
4. La capra del signor Séguin
5. Le stelle
6. L'arlesiana
7. La mula del papa
8. Il faro dei Sanguinari
9. L'agonia della "seminatrice"
10. I doganieri
11. Il curato di Cucugnan
12. I vecchi
13. Ballate in prosa (La morte del Delfino; Il sotto prefetto in campagna)
14. Il portafoglio di Bixiou
15. La leggenda dell'uomo dal cervello d'oro
16. Il poeta Mistral
17. Le tre messe basse
18. Gli aranci
19. I due alberghi
20. A Miliana
21. Le cavallette
22. L'elisir del Reverendo Padre Gaucher
23. In Camargue  (La partenza; La capanna; Alla posta!; Il rosso e il bianco; I Vaccarès)
24. Nostalgie di caserma

Dall'Arlesiana Daudet trasse un dramma, per il quale Georges Bizet scrisse nel 1872 delle musiche di scena, diventate celeberrime. Dallo stesso dramma Leopoldo Marenco trasse un libretto d'opera, che fu musicato da Francesco Cilea (prima rappresentazione a Milano, Teatro Lirico, il 27 novembre 1897).
Marcel Pagnol realizzò, nel 1954 e nel 1967, due film ispirati a quattro dei racconti: L'elisir di Padre Gaucher, Il segreto di mastro Cornille, Le tre messe basse, Il curato di Cucugnan.